# Anna Zielińska-Lipiec
Anna Maria Zielińska-Lipiec (ur. 1950) – polska inżynier, dr hab. nauk technicznych, profesor Katedry Metaloznawstwa i Metalurgii Proszków Wydziału Inżynierii Metali i Informatyki Przemysłowej Akademii Górniczo-Hutniczej w Krakowie.

## Życiorys
W 1973 ukończyła studia metalurgiczne w Akademii Górniczej i Hutniczej im. Stanisława Staszica w Krakowie, 29 czerwca 1981 obroniła pracę doktorską, 9 października 2006 habilitowała się na podstawie pracy zatytułowanej Analiza stabilności mikrostruktury modyfikowanych stali martenzytycznych 9% Cr w procesie wyżarzania i pełzania. 2 grudnia 2016 nadano jej tytuł profesora w zakresie nauk technicznych. Została zatrudniona na stanowisku profesora nadzwyczajnego w Katedrze Metaloznawstwa i Metalurgii Proszków na Wydziale Inżynierii Metali i Informatyki Przemysłowej Akademii Górniczo-Hutniczej w Krakowie.
Jest profesorem Katedry Metaloznawstwa i Metalurgii Proszków Wydziału Inżynierii Metali i Informatyki Przemysłowej Akademii Górniczo-Hutniczej w Krakowie i członkiem Polskiego Towarzystwa Mikroskopii.